# نظرية أدبية
نظرية أدبية وتعني، بالمعنى الدقيق للكلمة، الدراسة المنهجية لطبيعة الأدب وطرق تحليل الأدب. كانت دراسة نظرية الأدب في القرن التاسع عشر تتضمن، بالإضافة إلى ما سبق، التاريخ الفكري، وأخلاقيات الفلسفة ومستقبل التطور الاجتماعي وتخصصات أخرى في مجالات مرتبطة بتفاسير المعنى البشري. في الدراسات الحديثة أصبح مصطلحا نظريا يضم في جنباته العديد من المناهج البحثية المرتبطة بقراءة النصوص، والعديد من هذه المناهج تكون مرتبطة بمذاهب بالفلسفة القارية وعلم الاجتماع.

## التاريخ
على الرغم من أن التنظير الأدبي أصبح دراسة أكاديمية في القرن العشرين لكن جذوره ممتدة بعيداً، وتصل إلى اليونان القديمة (كتاب فن الشعر عند أرسطو يعتبر مثالا على ذلك)، وفي الهند (مثل كتاب ناتيا شاسترا لبهاراتا موني ) ولونجينوس في روما القديمة والجاحظ وعبد الله ابن المعتز في الحضارة الإسلامية. كما أن نظريات علم الجمال لفلسفة القرن الثامن عشر والتاسع عشر كانت ذات تأثير كبير على الدراسة الحديثة للأدب. يعتبر كل من النقد الأدبي ونظرية الأدب مرتبطين بشكل كبير بتاريخ الأدب.
بدأ وصف نظرية الأدب الحديث في حوالي سنة 1950 مع ازدياد تأثير البنيوية اللغوية لفرديناند دي سوسير على اللغة الإنكليزية والنقد الأدبي. تأثر النقد الجديد والأعمال الأوروبية بالتشكيلية وخاصة التشكيلية الروسية، وقد وصفت أعمالهم بأنها أكثر تجريداً ونظرية. ولكن تأثيرها لم يكن كما كان تأثير البنيوية على اللغة الإنكليزية في الأوساط الأكاديمية والتي رأت من نظرية الأدب مجالا موحدا.
لقد بدأت شعبية نظرية الأدب في الأوساط الأكاديمية بالنمو اعتباراً من سنة 1960 في الولايات المتحدة والمملكة المتحدة، إذ بدأ تأثيرها ينتشر خارج حدود الجامعات النخبوية مثل جامعة جونز هوبكينز. وخلال هذه الفترة كان ينظر إلى نظرية الأدب على أنها الرؤية الأكثر تطوراً، وسعت معظم الجامعات والهيئات الأكاديمية لإدراج نظرية الأدب في مناهجها الدراسية.
بدأت شعبية نظرية الأدب بالهبوط مع بدايات عام 1990 وفي عام 2004 ظهر جدال حوال استخدام نظرية الأدب في المناهج الدراسية.

## تعاريف
ما هو الأدب؟ هو أحد الأسئلة الأساسية لنظرية الأدب. على الرغم من أن العديد من المنظرين المعاصرين والباحثين الأدبيين يعتقدون أنه لا يمكن تعريف الأدب أو الإشارة إليه على أنه استخدام لغة ما.